# Valentin Sécher
 (octobre 2018).
Valentin Sécher (né le 21 février 1988 à Beaupréau en Maine-et-Loire), est un dessinateur et coloriste de bandes dessinées.

## Biographie
Valentin Sécher étudie les arts appliqués à l’École Pivaut en section BD.
À la sortie de l’école en 2009, il entame le dessin de la série Khaal, Chroniques d’un empereur galactique. En 2015, il est le dessinateur qui débute la série Méta-Baron (scénario de Jerry Frissen), suite directe de La Caste des Méta-Barons.

## Récompenses
- 2011 :  Prix Saint-Michel de l'avenir pour Khaal, Chroniques d’un empereur galactique, t. 1